# Rosario Salvatore Aitala
Rosario Salvatore Aitala (* 24. September 1967 in Catania) ist ein italienischer Jurist und seit 2018 Richter am Internationalen Strafgerichtshof in Den Haag.

## Leben und Wirken
Aitala studierte von 1986 bis 1991 Rechtswissenschaften an der Universität Catania. Nach seinem Studienabschluss erwarb er 1994 nach einer entsprechenden Ausbildung am Appellationsgericht von Catania die Befähigung zum Richteramt. Anschließend war er bis 1997 als leitender Beamter bei der Polizeidirektion in Pavia tätig und fungierte dort auch als Dozent für Kriminologie. 1995 wechselte er an die Polizeidirektion Mailand und übernahm dort im selben Jahr auch einen Lehrstuhl für Kriminologie an der Polizeiakademie. Im Februar 1997 wurde Aitala Richter am Appellationsgericht von Mailand, wo er auf die Verfolgung von Korruptions- und Mafiadelikten sowie den Schutz von Opfern spezialisiert war. Im November 1998 wechselte er als Staatsanwalt zur Staatsanwaltschaft von Trapani, wo er sich wiederum hauptsächlich der Bekämpfung der Mafia widmete. 2002 erwarb er in einem postgradualen Studium einen Abschluss im internationalen Schutz der Menschenrechte an der Universität Tor Vergata. Von 2003 bis 2007 war er schließlich Direktor der Strafverfolgungsabteilung der PAMECA, einer EU-Polizeikommission zur Unterstützung der Polizei in Albanien. 2007 lehrte er nach Italien zurück und wurde Berater im italienischen Außenministerium, 2010 wurde er Chefberater des Außenministers, insbesondere in Fragen der organisierten Kriminalität und des internationalen Terrorismus. 2013 wurde er Chefberater des italienischen Senatspräsidenten.
Seit 2006 lehrt er zudem als Lehrbeauftragter an der Universität Neapel II. Seit 1997 ist er zudem offiziell Richter in Italien, wenn er auch seitdem nahezu durchgängig zu anderen Tätigkeiten abgeordnet war. Seit dem 11. März 2018 ist Aitala Richter am Internationalen Strafgerichtshof.